# Music of the Sun
Music of the Sun е дебютният албум на Риана. Той се състои от 12 песни в стил Денсхол, Денс-поп и R&B. Издаден на 29 август 2005.
Първият сингъл от албума е „Pon de repley“, който разбива световните класации през лятото на 2005 година. Втори сингъл е „If it's lovin that you want“. Албумът дебютира под #10 в Billboard 200 и на 2 в Тор R&B/Hip-hop albums. През първата седмица са продадени 69 000 копия.

## Списък с песните

### Оригинален траклист
1. Pon de Replay – 4:06
2. Here I Go Again (с J-Status) – 4:11
3. If It's Lovin' That You Want – 3:28
4. You Don't Love Me (No, No, No) (с Vybz Kartel) – 4:20
5. That La, La, La – 3:45
6. The Last Time – 4:53
7. Willing to Wait – 4:37
8. Music of the Sun – 3:56
9. Let Me – 3:56
10. Rush (с Kardinal Offishall) – 3:09
11. There's a Thug In My Life (с интро от J-Status) – 3:21
12. Now I Know – 5:01
13. Pon de Replay Remix (с Elephant Man) (бонус трак) – 3:37

### Британско издание
1. Should I (с J-Status) – 3:06

### Японско издание
1. Hypnotized – 3:52

### Японско специално издание (DVD)
1. Pon de Replay (видеоклип)
2. If It's Lovin' That You Want (видеоклип)
3. Rihanna EPK